# Mark Edusei
Mark Edusei (Kumasi, 29 settembre 1976) è un ex calciatore ghanese, di ruolo centrocampista.

## Caratteristiche tecniche
Centrocampista centrale, viene abitualmente impiegato in fase di copertura, pur essendo in grado di giocare come regista.

## Carriera

### Club
Dopo esperienze in Ghana e Israele, arriva in Italia portato dalla Roma, che lo gira al Lecce, a cui resta legato dal 1996 al 2001 con ripetuti intermezzi in prestito in Portogallo (União Leiria) e Svizzera (Bellinzona).
Nel 2001 passa in comproprietà al Cosenza, che lo riscatta l'anno successivo. Si mette in luce disputando due stagioni di Serie B da titolare in maglia calabrese: nel primo campionato, iniziato con mister Luigi De Rosa, contribuisce alla permanenza dei silani in Serie B raggiunta all'ultima giornata grazie al ritorno del tecnico De Rosa che aveva ripreso in mano la squadra dopo l'esonero di Emiliano Mondonico a 4 giornate dalla fine del campionato. Nel 2003 viene acquistato dalla Sampdoria, che lo gira in prestito al Piacenza. In Emilia non trova spazio da titolare, chiuso a centrocampo da Luigi Riccio e Salvatore Miceli, e a fine stagione rientra a Genova.
Gioca la sua prima partita nei blucerchiati, partendo da titolare, in Sampdoria-Juventus 0-3 del 22 settembre 2004. Realizza la sua prima rete in serie A in Sampdoria-Lecce 3-0. Dopo un'ulteriore stagione in prestito in Serie B, questa volta al Torino (con cui ottiene la promozione in Serie A), viene ceduto al Catania. Dopo due stagioni da titolare, nella stagione 2008-2009 è messo fuori rosa per scelta tecnica da Walter Zenga, e il 14 gennaio 2009 firma un contratto con il Bari, con cui ottiene una nuova promozione nella massima serie.
Il giorno 8 dicembre 2009, tramite un comunicato sul suo sito ufficiale, la squadra svizzera del Bellinzona annuncia l'ingaggio in prestito del calciatore ghanese, di ritorno in Canton Ticino. Nella successiva sessione di mercato viene acquistato dall'AlbinoLeffe, che lo lascia in prestito alla formazione svizzera.
In carriera ha totalizzato complessivamente 82 presenze ed una rete in Serie A e 130 presenze e 6 reti in Serie B.

### Nazionale
Vanta 17 presenze nella Nazionale ghanese, collezionate tra il 1995 e il 2004. Ha partecipato alla Coppa d'Africa 2000, convocato dal commissario tecnico Giuseppe Dossena.

### Calcioscommesse
Il calciatore ghanese è stato al centro di un'indagine per il filone Bari-bis relativo allo scandalo calcioscommesse del 2011, in merito ad alcune partite truccate. Il 4 luglio 2013 la sua posizione è stata stralciata dopo esser stato deferito.
Il 12 maggio 2014 viene squalificato per 3 anni e 6 mesi con l'accusa di aver alterato la gara Salernitana-Bari 3-2 del 23 maggio 2009: insieme ad altri 13 compagni avrebbe incassato 7.000 euro da Luca Fusco e Massimo Ganci, avversari ed ex compagni proprio a Bari, per perdere la partita.
Il 30 maggio 2016 al processo penale di Bari viene però assolto «per non aver commesso il fatto».

## Statistiche

### Cronologia presenze e reti in nazionale
| Cronologia completa delle presenze e delle reti in nazionale ― Ghana | Cronologia completa delle presenze e delle reti in nazionale ― Ghana | Cronologia completa delle presenze e delle reti in nazionale ― Ghana | Cronologia completa delle presenze e delle reti in nazionale ― Ghana | Cronologia completa delle presenze e delle reti in nazionale ― Ghana | Cronologia completa delle presenze e delle reti in nazionale ― Ghana | Cronologia completa delle presenze e delle reti in nazionale ― Ghana | Cronologia completa delle presenze e delle reti in nazionale ― Ghana |
| Data                                                                 | Città                                                                | In casa                                                              | Risultato                                                            | Ospiti                                                               | Competizione                                                         | Reti                                                                 | Note                                                                 |
| -------------------------------------------------------------------- | -------------------------------------------------------------------- | -------------------------------------------------------------------- | -------------------------------------------------------------------- | -------------------------------------------------------------------- | -------------------------------------------------------------------- | -------------------------------------------------------------------- | -------------------------------------------------------------------- |
| 30-7-1995                                                            | Brazzaville                                                          | Rep. del Congo                                                       | 0 – 2                                                                | Ghana                                                                | Qual. Coppa d'Africa 1996                                            | -                                                                    |                                                                      |
| 4-10-1998                                                            | Douala                                                               | Camerun                                                              | 1 – 3                                                                | Ghana                                                                | Qual. Coppa d'Africa 2000                                            | -                                                                    | Ingresso                                                             |
| 24-1-1999                                                            | Accra                                                                | Ghana                                                                | 1 – 0                                                                | Mozambico                                                            | Qual. Coppa d'Africa 2000                                            | -                                                                    |                                                                      |
| 28-2-1999                                                            | Accra                                                                | Ghana                                                                | 5 – 0                                                                | Eritrea                                                              | Qual. Coppa d'Africa 2000                                            | -                                                                    |                                                                      |
| 7-8-1999                                                             | Accra                                                                | Ghana                                                                | 2 – 1                                                                | Giamaica                                                             | Amichevole                                                           | -                                                                    |                                                                      |
| 28-8-1999                                                            | Lagos                                                                | Nigeria                                                              | 0 – 0                                                                | Ghana                                                                | Amichevole                                                           | -                                                                    |                                                                      |
| 12-11-1999                                                           | Il Cairo                                                             | Egitto                                                               | 1 – 2                                                                | Ghana                                                                | Amichevole                                                           | -                                                                    |                                                                      |
| 22-1-2000                                                            | Accra                                                                | Ghana                                                                | 1 – 1                                                                | Camerun                                                              | Coppa d'Africa 2000 - 1º turno                                       | -                                                                    | 55’                                                                  |
| 27-1-2000                                                            | Accra                                                                | Ghana                                                                | 2 – 0                                                                | Togo                                                                 | Coppa d'Africa 2000 - 1º turno                                       | -                                                                    |                                                                      |
| 31-1-2000                                                            | Accra                                                                | Ghana                                                                | 0 – 2                                                                | Costa d'Avorio                                                       | Coppa d'Africa 2000 - 1º turno                                       | -                                                                    |                                                                      |
| 6-2-2000                                                             | Kumasi                                                               | Ghana                                                                | 0 – 1                                                                | Sudafrica                                                            | Coppa d'Africa 2000 - Quarti di finale                               | -                                                                    |                                                                      |
| 8-4-2000                                                             | Arusha                                                               | Tanzania                                                             | 0 – 1                                                                | Ghana                                                                | Qual. Mondiali 2002                                                  | -                                                                    | 63’                                                                  |
| 23-4-2000                                                            | Accra                                                                | Ghana                                                                | 3 – 2                                                                | Tanzania                                                             | Qual. Mondiali 2002                                                  | -                                                                    |                                                                      |
| 9-7-2000                                                             | Accra                                                                | Ghana                                                                | 5 – 0                                                                | Sierra Leone                                                         | Qual. Mondiali 2002                                                  | -                                                                    | 80’                                                                  |
| 8-10-2000                                                            | Accra                                                                | Ghana                                                                | 4 – 1                                                                | Zimbabwe                                                             | Qual. Coppa d'Africa 2002                                            | -                                                                    |                                                                      |
| 28-1-2001                                                            | Accra                                                                | Ghana                                                                | 1 – 3                                                                | Liberia                                                              | Qual. Mondiali 2002                                                  | -                                                                    |                                                                      |
| 3-9-2004                                                             | Kumasi                                                               | Ghana                                                                | 2 – 0                                                                | Capo Verde                                                           | Qual. Mondiali 2006                                                  | -                                                                    |                                                                      |
| Totale                                                               |                                                                      | Presenze                                                             | 17                                                                   |                                                                      | Reti                                                                 | 0                                                                    |                                                                      |

## Palmarès

### Competizioni nazionali
- Campionato italiano di Serie B: 1

Bari: 2008-2009